# یاران حلقه (رمان)
یاران حلقه نخستین جلد از رمان سه‌جلدی ارباب حلقه‌ها نوشتهٔ جان رونالد روئل تالکین است، رمانی حماسی که رویدادهایش در دنیای خیالی «سرزمین میانه» اتفاق می‌افتد. لقب ارباب حلقه‌ها در واقع به موجودی به نام «سائورون» یا «ارباب تاریکی» اشاره دارد، کسی که مدت‌ها پیش «حلقهٔ یگانه»را که بیشتر قدرتش به آن بستگی دارد، گم کرده‌است. او تمام تلاش خود را می‌کند تا حلقه را مجدداً بیابد و از آن برای اسیر کردن تمام ساکنان سرزمین میانه استفاده کند.

## خلاصهٔ رمان
داستان ارباب حلقه‌ها با ماجراهایی آغاز می‌شود که در رمان هابیت شرح داده شده‌اند. بیلبو بَگینز موجودی از نژاد هابیت است. بیلبو در غاری بسیار بزرگ گم می‌شود و آنجا به‌طور اتفاقی حلقه‌ای می‌یابد و آن را با خود به شایر می‌برد. او از قدرت و اهمیت حلقه اطلاعات دقیقی ندارد، فقط می‌داند که با در دست کردن حلقه، ناپدید می‌شود. بیلبو نمی‌داند که آن حلقه، همان حلقهٔ یگانه است و همچنین نمی‌داند که سائورون به دنبال آن است.
داستان یاران حلقه با مهمانی تولد صدویازده‌سالگی بیلبو آغاز می‌شود. بیلبو تصمیم دارد حلقه‌اش را به وارث و محافظ خود یعنی فرودو بگینز بدهد. اما وقتی زمان وداع با حلقه می‌رسد، به طرز عجیبی احساس وابستگی به حلقه در دلش ایجاد می‌شود. بالاخره گَندالفِ خاکستری که دوست قدیمی او و جادوگری بزرگ است، بیلبو را راضی می‌کند که از حلقه دل بکند. گندالف مشکوک می‌شود که مبادا این حلقه همان حلقهٔ یگانهٔ افسانه‌ای باشد. پس از اینکه شک او به یقین تبدیل می‌شود، به فرودو می‌گوید از آنجا که نیروهای شرور سائورون مطمئناً به دنبال حلقه خواهند آمد، باید آن را از شایر دور کند و از بین ببرد.
فرودو به همراه سه تن از دوستانش به نام‌های سم، مری و پیپین که همگی از نژاد هابیت‌ها هستند، شایر را ترک می‌کند. در راه، گروه نُه‌نفرهٔ ارواح حلقه آنان را تعقیب می‌کند. ارواح حلقه برده‌های سائورون هستند که به شکل سواران تاریکی ترسناکی درآمده‌اند. هابیت‌ها شبی را پیش اِلف‌های خانه‌به‌دوش سر می‌کنند. اِلف‌ها به هابیت‌ها قول می‌دهند که دوستان خود را در جریان تعقیب و گریز بگذارند و از آن‌ها بخواهند که از هابیت‌ها محافظت کنند. کمی آن طرف‌تر از شایر، هابیت‌ها در «جنگل کهن» راهشان را گم می‌کنند. مری و پیپین ابتدا گرفتار درخت بید خبیثی می‌شوند و پس از آن روح سنگی شروری به آن‌ها حمله‌ور می‌شود. ناجی هابیت‌ها از جنگل کهن تام بامبادیل است، موجودی عجیب و خوش‌خلق که قدرت‌های زیادی دارد و مسن‌ترین موجود سرزمین میانه است.
بالاخره هابیت‌ها موفق می‌شوند خودشان را به شهر بِری برسانند. اما آنجا در عوض گندالف، دوستش آراگورن را ملاقات می‌کنند. او سلحشوری است که در بیابان‌ها پرسه می‌زند و وارث پادشاهان انسان‌های دیرینهٔ وِسترنِس است. آن‌هایی که نام واقعی آراگورن را نمی‌دانند، او را «استرایدر» می‌خوانند. فرودو سعی می‌کند در مسافرخانهٔ شهر بری توجه کسی را به خود جلب نکند. اما هنگام اجرای سرخوشانهٔ یک ترانه زمین می‌خورد، کاملاً اتفاقی حلقه در انگشتش جای می‌گیرد و ناپدید می‌شود. به رغم میل فرودو، این ماجرا معرکه‌ای به راه می‌اندازد.
آن شب، آراگورن به هابیت‌ها توصیه می‌کند که در اتاقشان در مسافرخانه نمانند. با این توصیه او برای نخستین بار، جان هابیت‌ها را نجات می‌دهد. در نامه‌ای که گندالف ماه‌ها پیش به مسئول مسافرخانه داده بود، به این افراد توصیه شده که به سمت جایی به نام ریوِندِل بروند که از قلمروهای اِلف‌هاست. روز بعد آراگورن نیز به همراه هابیت‌ها به راه می‌افتد و با کمک او هابیت‌ها می‌توانند تا مدتی از شر سواران سیاه که تعقیبشان می‌کنند، خلاص بشوند. اما در قلهٔ تپهٔ وِدِرتاپ مجبور می‌شوند در برابر سواران مهاجم از خودشان دفاع کنند و فرودو حین این زدوخورد زخمی می‌شود.
همین‌طور که این گروه به سمت شرق می‌روند، زخم فرودو که شمشیر نفرین‌شدهٔ بردهٔ سائورون آن را به وجود آورده، او را از پا می‌اندازد. آراگورن نگران تأثیر احتمالی زخم بر رو فرودو است و می‌ترسد زخم مزبور، او را نیز به یکی از ارواح حلقه بدل کند. در نزدیکی ریوندل، آن‌ها ارباب اِلف‌ها را که نامش گلورفیندِل است ملاقات می‌کنند. گلورفیندل در جستجوی آنان بوده و به آن‌ها قول می‌دهد که فرودو را هر چه سریع‌تر به ریوندل ببرد تا او را درمان کند. در آخرین رودخانهٔ پیش از ریوندل، گلورفیندل که فرودو را به‌زحمت روی اسبش نگه داشته‌است، به سمت ریوندل می‌تازد و موفق می‌شود از چنگ سواران سیاه فرار کند. اِلروند که پادشاه ریوندل است، سیلی به راه می اندازد و سواران سیاه در آن غرق می‌شوند.
در ریوندل، الروند با نیروی جادویی خود، فرودو را مداوا می‌کند و بعد جلسه‌ای تشکیل می‌دهد تا تصمیم بگیرند با حلقه چه‌کار کنند. در طول این جلسه، فرودو به تاریخچهٔ کامل حلقهٔ یگانه و خطرات آن پی می‌برد. بر اساس گفته‌ها، فقط می‌توان حلقه را در جایی از بین برد که اولین بار در آن ساخته شده‌است. فرودو مسئولیت از بین بردن حلقه را به عهده می‌گیرد. سفری که پیش رو دارد بسیار طولانی و تقریباً غیرممکن به نظر می‌رسد، زیرا حلقه در قلمرو سائورون ساخته شده‌است؛ در شکاف‌های نابودی، بخشی از کوه آتش‌فشانی اُردروین در قلب موردور.
شورا در پایان جلسه، گروهی نه‌نفره تشکیل می‌دهد تا به فرودو در این سفر خطرناک کمک کند. گروه یاران حلقه، به‌جز فرودو شامل سم، مری، پیپین، آراگورن، گندالفِ جادوگر، اِلفی به نام لِگولاس، کوتوله‌ای به نام گیملی و انسانی از سرزمین‌های جنوبی به نام برومیر است.
یاران حلقه از ریوندل به سمت جنوب راهی می‌شوند و تلاش می‌کنند از طریق معبر کوه کارادراس، از کوهستان‌های مه‌آلود و یخ‌زده عبور کنند. ریزش برف و سنگ باعث بسته شدن راه آن‌ها می‌شود و مجبور می‌شوند مسیرشان را به سمت معادن مخوف موریا تغییر بدهند. در طول سفر از میان پرتگاه‌های موریا، گندالف از یاران حلقه در برابر اُرک‌ها و همچنین دیو خبیثی به نام بَلراگ دفاع می‌کند. اما نهایتاً خودش در پرتگاه عمیق خازاددوم می‌افتد...